# Maisie Williams
Margaret Constance Williams, detta Maisie (Bristol, 15 aprile 1997), è un'attrice britannica, nota soprattutto per il ruolo di Arya Stark nella serie HBO Il Trono di Spade.

## Biografia
È la più giovane dei quattro figli di Hilary Frances Pitt e Gary Williams, che divorziarono quando lei aveva quattro mesi.
Cresciuta a Clutton, Somerset, ha frequentato la Clutton Primary School e la Norton Hill School di Midsomer Norton per poi trasferirsi al Bath Dance College di Radstock per studiare arti dello spettacolo.
Dal 2011 al 2019 ha interpretato il ruolo di Arya Stark, la figlia più giovane degli Stark di Grande Inverno nella serie HBO Il Trono di Spade. Fin dalla prima stagione, nonostante sia stato il suo primo ruolo in assoluto, la Williams ha ricevuto molte critiche positive per la sua performance nella serie TV.
L'attrice ha continuato ad avere numerosi riconoscimenti anche nella seconda stagione, e l'emittente HBO ha proposto la sua candidatura come miglior attrice non protagonista ai Premi Emmy 2012. Ha vinto il premio come migliore attrice non protagonista ai Portal Award del 2012. A soli quindici anni risulta essere la più giovane attrice ad aver vinto un premio simile. Nel marzo 2013 è stata nominata agli Young Artist Award come miglior attrice non protagonista (assieme a Sophie Turner) e, nel novembre 2013, ha vinto il BBC Radio 1 Teen Award come miglior attrice inglese. Sempre per il ruolo di Arya, è stata candidata ai Premi Emmy 2016 nella categoria miglior attrice non protagonista in una serie drammatica, e nuovamente ai Premi Emmy 2019.
Nel 2012 Williams ha interpretato il ruolo di Loren Caleigh nella serie The Secret of Crickley Hall della BBC. È apparsa anche in altri film come The Olympic Ticket Scalper, Heatstroke e cortometraggi come Corvidae e Up on the Roof. Tra le pellicole realizzate durante questo periodo va segnalata la performance in Gold, elogiata da tutta la critica. Degno di menzione anche il ruolo di protagonista unica nel film TV Cyberbully. Nel 2014 è protagonista del film The Falling, per cui ha vinto un London Film Critics Circle Award come miglior giovane attrice dell'anno.

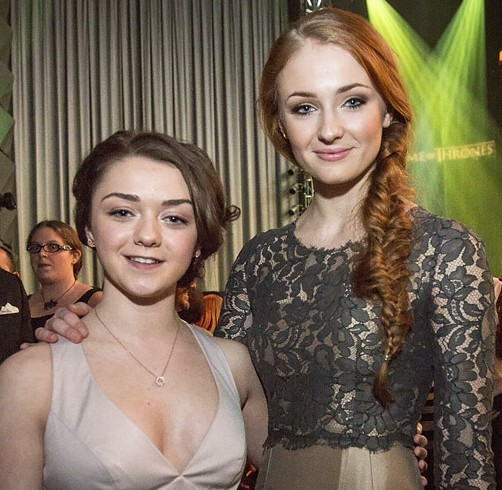
Maisie Williams con Sophie Turner nel 2013.

Nel 2015 entra a far parte del cast della serie televisiva Doctor Who, recitando in quattro episodi della nona stagione. È stato annunciato che sarà la protagonista del film The Forest of Hands and Teeth, adattamento dell'omonimo romanzo di Carrie Ryan, e dell'indie movie Alla fine ci sei tu, con Asa Butterfield e Nina Dobrev. Nel 2017 ha ottenuto il ruolo della giovane mutante supereroina Wolfsbane nell'ultimo e tredicesimo film della serie cinematografica degli X-Men, intitolato The New Mutants, diretto da Josh Boone, uscito nelle sale nel 2020.

## Filmografia

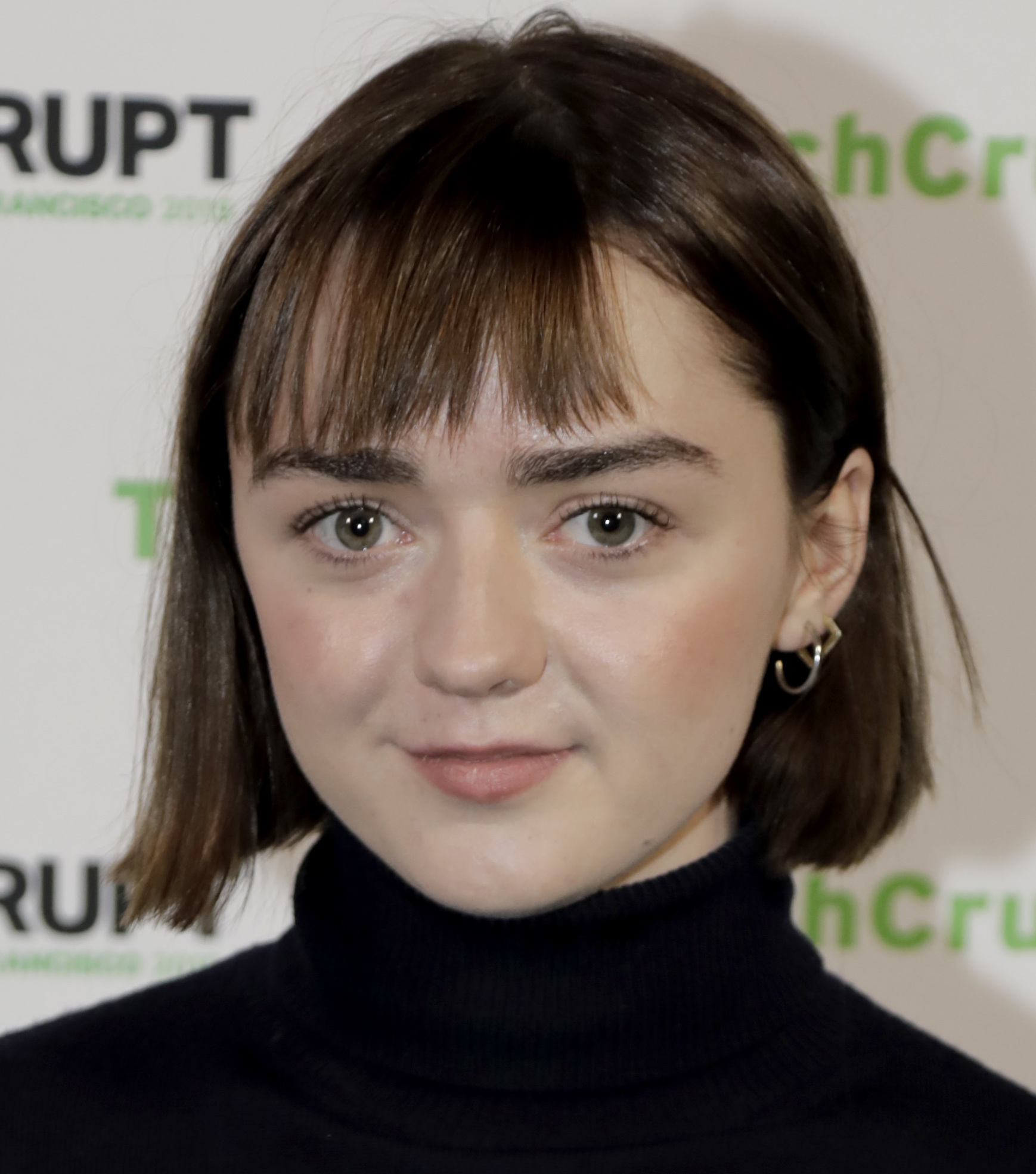
Maisie Williams TechCrunch Disrupt 2019.

### Attrice

#### Cinema
- The Olympic Ticket Scalper, regia di Nick Corirossi e Charles Ingram (2012) – cortometraggio
- Up on the Roof, regia di Nour Wazzi (2013) – cortometraggio
- Heatstroke, regia di Evelyn Purcell (2013)
- Gold, regia di Niall Heery (2014)
- The Falling, regia di Carol Morley (2014)
- Il diario dell'amore (The Book of Love), regia di Bill Purple (2016)
- Regardez, regia di Eros Vlahos (2016) - cortometraggio
- iBoy, regia di Adam Randall (2017)
- Mary Shelley - Un amore immortale (Mary Shelley), regia di Haifaa al-Mansour (2017)
- Corvidae, regia di Tom De Ville (2018) - cortometraggio
- Alla fine ci sei tu (Then Came You), regia di Peter Hutchings (2019)
- The New Mutants, regia di Josh Boone (2020)
- The Owners, regia di Julius Berg (2020)

#### Televisione
- Il Trono di Spade (Game of Thrones) – serie TV, 73 episodi (2011-2019), ruolo: Arya Stark
- The Secret of Crickley Hall – miniserie TV (2012)
- Cyberbully, regia di Ben Chanan (2015) – film TV
- Doctor Who – serie TV, 4 episodi (2015)
- Two Weeks to Live – miniserie TV, 6 puntate (2020)
- Pistol – miniserie TV, 6 puntate (2022)

#### Videoclip
- Oceans di Seafret, regia di Jonathan Entwistle (2015)
- Rest Your Love dei The Vamps, regia di Frank Borin (2015)
- Sing dei Pentatonix (2015)
- Sunday di Gardna, regia di Chris Lucas (2015)
- You Mean the World to Me di Freya Ridings, regia di Lena Headey (2019)
- Galaxies di Alice Phoebe Lou, regia di Chloë Lewer e Andrea Ariel (2019)
- Miracle di Madeon (2020)
- She’s on my mind di Romy (2023)

### Doppiatrice
- Robot Chicken – serie animata, 2 episodi (2014)
- I primitivi (Early Man), regia di Nick Park (2018)
- Gen:Lock – webserie (2018)
- MultiVersus – videogioco (2022)[16]

## Riconoscimenti
- Festival internazionale del cinema di Berlino
  - 2015 – Shooting Stars Award
- Screen Actors Guild Award
  - 2012 – Candidatura per il miglior cast in una serie drammatica per Il Trono di Spade (condivisa con il resto del cast)
  - 2014 – Candidatura per il miglior cast in una serie drammatica per Il Trono di Spade (condivisa con il resto del cast)
  - 2015 – Candidatura per il miglior cast in una serie drammatica per Il Trono di Spade (condivisa con il resto del cast)
  - 2016 – Candidatura per il miglior cast in una serie drammatica per Il Trono di Spade (condivisa con il resto del cast)
  - 2017 – Candidatura per il miglior cast in una serie drammatica per Il Trono di Spade (condivisa con il resto del cast)
  - 2018 – Candidatura per il miglior cast in una serie drammatica per Il Trono di Spade (condivisa con il resto del cast)
  - 2020 – Candidatura per il miglior cast in una serie drammatica per Il Trono di Spade (condivisa con il resto del cast)
- Primetime Emmy Awards
  - 2016 – Candidatura per la miglior attrice non protagonista in una serie drammatica per Il Trono di Spade
  - 2019 – Candidatura per la miglior attrice non protagonista in una serie drammatica per Il Trono di Spade
- Saturn Award
  - 2015 – Miglior attrice emergente in una serie televisiva per Il Trono di Spade
  - 2016 – Candidatura per la miglior giovane attrice in una serie televisiva per Il Trono di Spade
  - 2019 – Miglior giovane attrice in una serie televisiva per Il Trono di Spade
- Evening Standard British Film Awards
  - 2016 – Miglior attrice emergente per The Falling
- Gold Derby Awards
  - 2012 – Candidatura per l'attrice dell'anno per Il Trono di Spade
  - 2018 – Candidatura per il cast dell'anno per Il Trono di Spade (condivisa con il resto del cast)
  - 2019 – Miglior attrice drammatica non protagonista per Il Trono di Spade
  - 2019 – Candidatura per l'attrice drammatica non protagonista del decennio per Il Trono di Spade
- London Critics Circle Film Awards
  - 2016 – Giovane attrice britannica/irlandese dell'anno per The Falling
- MTV Movie & TV Awards
  - 2018 – Candidatura per la miglior performance in una serie per Il Trono di Spade
  - 2019 – Candidatura per il miglior eroe per Il Trono di Spade
- Online Film & Television Association
  - 2014 – Candidatura per la miglior attrice non protagonista in una serie drammatica per Il Trono di Spade
  - 2016 – Candidatura per la miglior attrice non protagonista in una serie drammatica per Il Trono di Spade
  - 2019 – Candidatura per la miglior attrice non protagonista in una serie drammatica per Il Trono di Spade
- E! People's Choice Awards
  - 2019 – Candidatura per la star femminile in una serie TV per Il Trono di Spade
  - 2019 – Candidatura per la star in una serie TV drammatica per Il Trono di Spade
- SFX Awards
  - 2012 – Candidatura per la miglior attrice per Il Trono di Spade
- Young Artist Award
  - 2013 – Candidatura per la miglior giovane attrice non protagonista in una serie televisiva per Il Trono di Spade

## Doppiatrici italiane
Nelle versioni in italiano delle opere in cui ha recitato, Maisie Williams è stata doppiata da:
- Sara Labidi ne Il Trono di Spade, Doctor Who, Mary Shelley - Un amore immortale, The New Mutants, Two Weeks to Live, Pistol
- Tiziana Martello in iBoy, Alla fine ci sei tu
- Anita Fierro-Perez ne Il diario dell'amore
- Emanuela Ionica in Heatstroke

Da doppiatrice è sostituita da:
- Sara Labidi in MultiVersus[17]
- Paola Cortellesi ne I primitivi